# Jamuovandu Ngatjizeko
Jamuovandu Ngatjizeko (Omaruru, 28 dicembre 1984) è un calciatore namibiano, centrocampista degli African Stars.

## Carriera

### Nazionale
Ha collezionato 38 presenze con la maglia della propria Nazionale